# AIC 최고의 이탈리아 축구선수

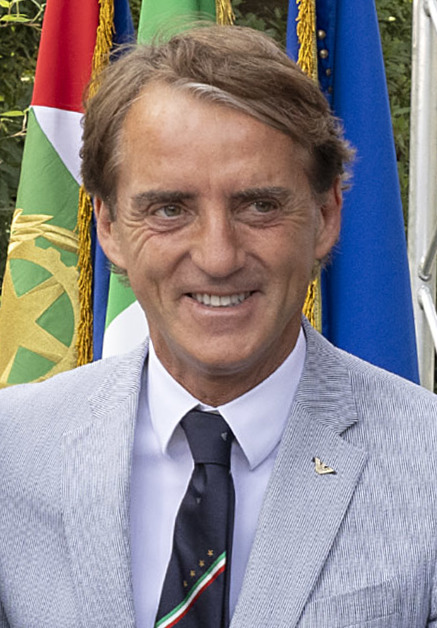
1997년에 수상한 로베르토 만치니는 이 상의 초대 수상자이다.

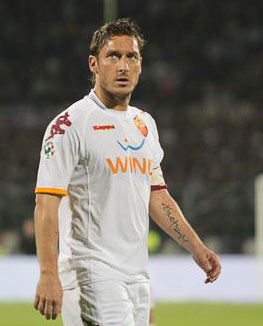
프란체스코 토티, AIC 최고의 이탈리아 축구선수를 5번 수상했다.

AIC 최고의 이탈리아 축구선수(이탈리아어: Migliore calciatore italiano AIC)는 이탈리아 축구선수 협회(AIC)의 오스카르 델 칼초의 밤에 수여되는 스포츠 상이다. 세리에 A에서 지난 시즌 동안 뛰어난 모습을 보인 이탈리아인 축구 선수에게 수여된다. AIC 최고의 외국인 축구선수와 AIC 최고의 축구선수의 중간 급의 상이다.

## 명단
| 연도   | 순위 | 선수명               | 구단             |
| ------ | ---- | -------------------- | ---------------- |
| 1997년 | 수상 | 로베르토 만치니      | 삼프도리아       |
| 1998년 | 수상 | 알레산드로 델 피에로 | 유벤투스         |
| 1998년 | 후보 | 로베르토 바조        | 볼로냐           |
| 1998년 | 후보 | 알레산드로 네스타    | 라치오           |
| 1999년 | 수상 | 크리스티안 비에리    | 라치오           |
| 1999년 | 후보 | 알레산드로 네스타    | 라치오           |
| 1999년 | 후보 | 프란체스코 토티      | 로마             |
| 2000년 | 수상 | 프란체스코 토티      | 로마             |
| 2000년 | 후보 | 스테파노 피오레      | 우디네세         |
| 2000년 | 후보 | 알레산드로 네스타    | 라치오           |
| 2001년 | 수상 | 프란체스코 토티      | 로마             |
| 2001년 | 후보 | 알레산드로 네스타    | 라치오           |
| 2001년 | 후보 | 다미아노 톰마시      | 로마             |
| 2002년 | 수상 | 크리스티안 비에리    | 인테르나치오날레 |
| 2002년 | 후보 | 알레산드로 네스타    | 라치오           |
| 2002년 | 후보 | 프란체스코 토티      | 로마             |
| 2003년 | 수상 | 프란체스코 토티      | 로마             |
| 2003년 | 후보 | 파올로 말디니        | 밀란             |
| 2003년 | 후보 | 크리스티안 비에리    | 인테르나치오날레 |
| 2004년 | 수상 | 프란체스코 토티      | 로마             |
| 2004년 | 후보 | 알베르토 질라르디노  | 파르마           |
| 2004년 | 후보 | 파올로 말디니        | 밀란             |
| 2005년 | 수상 | 알베르토 질라르디노  | 파르마           |
| 2005년 | 후보 | 파올로 말디니        | 밀란             |
| 2005년 | 후보 | 프란체스코 토티      | 로마             |
| 2006년 | 수상 | 파비오 칸나바로      | 유벤투스         |
| 2006년 | 후보 | 안드레아 피를로      | 밀란             |
| 2006년 | 후보 | 루카 토니            | 피오렌티나       |
| 2007년 | 수상 | 프란체스코 토티      | 로마             |
| 2007년 | 후보 | 다니엘레 데 로시     | 로마             |
| 2007년 | 후보 | 안드레아 피를로      | 밀란             |
| 2008년 | 수상 | 알레산드로 델 피에로 | 유벤투스         |
| 2008년 | 후보 | 다니엘레 데 로시     | 로마             |
| 2008년 | 후보 | 안드레아 피를로      | 밀란             |
| 2009년 | 수상 | 다니엘레 데 로시     | 로마             |
| 2009년 | 후보 | 안토니오 카사노      | 삼프도리아       |
| 2009년 | 후보 | 알레산드로 델 피에로 | 유벤투스         |
| 2010년 | 수상 | 안토니오 디 나탈레   | 우디네세         |
| 2010년 | 후보 | 안토니오 카사노      | 삼프도리아       |
| 2010년 | 후보 | 안드레아 피를로      | 밀란             |

## 수상 선수
- 5회 수상
  - 프란체스코 토티

- 2회 수상
  - 크리스티안 비에리, 알레산드로 델 피에로

- 1회 수상
  - 로베르토 만치니, Alberto Gilardino, 파비오 칸나바로, 다니엘레 데 로시, 안토니오 디 나탈레

## 후보 기록
- 8회 후보
  - 프란체스코 토티 (5회 수상)

- 5회 후보
  - 알레산드로 네스타 (0회 수상)

- 4회 후보
  - 안드레아 피를로 (0회 수상)

- 3회 후보
  - 알레산드로 델 피에로 (2회 수상), 크리스티안 비에리 (2회 수상), 다니엘레 데 로시 (1회 수상), 파올로 말디니 (0회 수상),

- 2회 후보
  - 알베르토 질라르디노 (1회 수상), 안토니오 카사노 (0회 수상)

*괄호 안은 수상한 횟수.

## 구단 별 기록
| 구단             | 선수 | 계 |
| ---------------- | ---- | -- |
| 로마             | 2    | 6  |
| 유벤투스         | 2    | 3  |
| 인테르나치오날레 | 1    | 1  |
| 라치오           | 1    | 1  |
| 파르마           | 1    | 1  |
| 삼프도리아       | 1    | 1  |
| 우디네세         | 1    | 1  |